# Vallée de Sezibwa
Sezibwa Vallis
Pour les articles homonymes, voir Sezibwa.
La vallée de Sezibwa (désignation internationale : Sezibwa Vallis) est une vallée située sur Vénus dans le quadrangle d'Agnesi. Elle a été nommée en référence à Sezibwa (en), esprit de rivière lugandais.